# 6. Tarnowska Nagroda Filmowa
6. Tarnowska Nagroda Filmowa – odbyła się w dniach 9-13 czerwca 1992 roku.

## Filmy konkursowe
- Diabły, diabły – reż. Dorota Kędzierzawska
- Dziecko szczęścia – reż. Sławomir Kryński
- Głuchy telefon – reż. Piotr Mikucki
- Jeszcze tylko ten las – reż. Jan Łomnicki
- Kroll – reż. Władysław Pasikowski
- Kuchnia polska – reż. Jacek Bromski
- Nad rzeką, której nie ma – reż. Andrzej Barański
- Podwójne życie Weroniki – reż. Krzysztof Kieślowski
- Usłyszcie mój krzyk – reż. Maciej Drygas
- Życie za życie. Maksymilian Kolbe – reż. Krzysztof Zanussi

## Laureaci
- Nagroda Grand Prix – Statuetka Leliwity: 
  - Nad rzeką, której nie ma – reż. Andrzej Barański

- Nagroda Jury Młodzieżowego – Statuetka Kamerzysty (ex aequo): 
  - Kroll – reż. Władysław Pasikowski
  - Nad rzeką, której nie ma – reż. Andrzej Barański

- Nagroda publiczności – Statuetka Maszkarona: 
  - Kroll – reż. Władysław Pasikowski

- Nagroda specjalna jury:
  - Maciej Drygas – Usłyszcie mój krzyk
  - Krzysztof Kieślowski – Podwójne życie Weroniki
  - Ryszarda Hanin – za rolę w filmie Jeszcze tylko ten las

- Nagroda specjalna jury młodzieżowego:
  - Maciej Drygas – Usłyszcie mój krzyk
  - Ryszarda Hanin – za rolę w filmie Jeszcze tylko ten las
  - Zbigniew Preisner – za muzykę do filmu Podwójne życie Weroniki